# مانون لسکو (رمان)
مانون لسکو (به فرانسوی: Manon Lescaut) نام رمانی است از نویسنده ی فرانسوی قرن هجدهم آنتوان فرانسوا پره‌وو. پره‌وو این رمان را در سال ۱۷۳۱میلادی منتشر کرد. از روی این کتاب اپراهای متعددی ساخته شده‌است که از مشهورترین آن‌ها اپرای مانون لسکو اثر جاکومو پوچینی، موسیقیدان ایتالیایی قرن نوزدهم و بیستم است.
از این کتاب هفت فیلم سینمایی ساخته شده است.

## ماجرای رمان
رمان روایت عشق جوانی ساده‌دل به نام شوالیه دگریو به مانون لسکوی دلرباست. مانون قرار است که وارد صومعه شود اما دگریوی جوان ترتیب فرارش را با خود می‌دهد. فرار این دو عاشق سرآغاز سلسله رویدادهایی است.

## ترجمه
در ایران، این رمان با ترجمه محمود گودرزی و توسط انتشارات افق در مجموعه افق کلاسیک به چاپ رسیده.
همچنین مشفق همدانی و سارا یگانگی نیز این کتاب را به فارسی ترجمه کرده‌اند.